# Julio Martínez Santa-Olalla
Julio Martínez Santa-Olalla (Burgos, 23 d'agost de 1905 - Madrid, 13 de febrer de 1972) fou un arqueòleg espanyol.

## Biografia
Germanòfil i fill d'un general, va ser deixeble de Pedro Bosch Gimpera i Hugo Obermaier, amb qui va realitzar la seva tesi doctoral per convertir-se en professor ajudant a la Universitat de Madrid.
Entre 1927-1931 va ser a la Universitat de Bonn (Alemanya), on va ser molt influït per les teories indoeuropees de Gustaf Kossinna i per l'ascens del nazisme, especialitzant-se a l'expansió dels pobles germànics visigòtics durant el Baix Imperi Romà a la península Ibèrica.
Va militar en la Falange durant la guerra civil espanyola i durant ella, va escriure l'Esquema Paleontológico a Burgos el 1938, encara que no es va imprimir fins a 1941. Després de la guerra, va donar suport a la denúncia contra el filòsof Julián Marías que va portar aquest a la presó franquista.
Al març de 1939 va ser nomenat Comissari General d'Excavacions. A partir d'aquest any, va intensificar els contactes amb les institucions arqueològiques de l'Alemanya nazi i va intentar crear un equivalent de l'Archäologisches Institut des Deutschen Reiches, la Comissaria General d'Excavacions Arqueològiques que va controlar fins al 1956 les excavacions a Espanya. En anar a l'exili Hugo Obermaier, va aprofitar per ocupar interinament la seva Càtedra d'Història Primitiva de l'Home a la Universitat de Madrid entre 1939-1954, fins que va perdre la seva càtedra per concurs-oposició davant de Martín Almagro Basch. Va ser el primer director i fundador de l'Institut Arqueològic Municipal de Madrid.

## Teoria de l'arianització d'Espanya
La seva idea de l'«arianització d'Espanya» pels celtes i el seu menyspreu dels ibers estava molt influïda per l'arqueologia feixista alemanya i l'Ahnenerbe. Va fer amistat amb Wolfram Sievers, director de l'Ahnenerbe («Herència Ancestral Alemanya»), i sobretot amb Heinrich Himmler, el seu patró, a qui admirava i amb qui va mantenir relació epistolar. L'Ahnenerbe sentia gran interès per Espanya, de forma especial pel seu art rupestre, els visigots i sobretot la cultura antiga de les Canàries, on els nazis confiaven trobar testimonis d'una ancestral raça ària pura a la qual pertanyerien els primitius guanxes. El prehistoriador de l'organització, Hermann Wirth, que cercava l'Atlàntida, considerava que les illes eren restes meridionals del gran continent] submergit, pàtria original dels aris. Santa Olalla va proporcionar molt de material documental a l'Ahnenerbe.
A l'octubre de 1940, quan Himmler va realitzar la seva cèlebre visita a Espanya, Santa Olalla va ser assignat al seu seguici i el va acompanyar a El Escorial, l'Alcàsser de Toledo, al Museu del Prado i al Museu Arqueològic Nacional. El Reichsführer va quedar content i l'arqueòleg falangista va rebre una invitació personal de Himmler per desplaçar-se a Alemanya i estudiar amb els caps de l'Ahnenerbe plans de col·laboració. El comissari general d'Excavacions va ser rebut a l'aeroport de Tempelhof pel mateix Sievers i l'Standartenführer de les SS, Von Uslar. L'arqueòleg va concretar diversos acords en la seu de l'organització nazi, com la realització d'un cicle de conferències del mateix Santa Olalla en diverses ciutats alemanyes, la publicació a càrrec de l'Ahnenerbe d'un treball seu sobre els gots a Espanya i l'intercanvi d'experts per participar en diverses intervencions arqueològiques.
La primera gran col·laboració entre la Comissaria General d'Excavacions i l'Ahnenerbe havia de ser la intervenció en la necròpoli visigòtica de Castiltierra localitat de Fresno de Cantespino (província de Segòvia), per a la que el ministre José Luis Arrese va cursar al juliol de 1941 una invitació especial a Himmler i a Sievers «per demostrar la bona entesa de falangistes i nacionalsocialistes en el terreny científic, i de manera especial en l'estudi dels nostres comuns problemes culturals i racials". Entre 1941-1946 va orientar la seva recerca cap al Marroc i el Sàhara Occidental d'acord amb els interessos imperialistes de la Dictadura de Franco durant la Segona Guerra Mundial, fins que la victòria aliada va aconsellar el Ministeri d'Afers Exteriors retirar-li el seu suport entre 1946-1949, encara que també per la seva mala relació amb el marquès de Lozoya, director general de Belles Arts, així com amb altres arqueòlegs espanyols.
Aleshores les seves excavacions es van orientar cap al Calcolític i Bronze del sud-est de la península Ibèrica, i finalment al Paleolític de la Serralada Cantàbrica, encara que els seus resultats en general no es van publicar. La seva interpretació de la prehistòria espanyola s'articula en un model difusionista a partir del Neolític, des del Mediterrani Oriental, al qual se'l superposa, durant el Bronze tardà i el Ferro, els pobles de camps d'urnes i celtes, els quals considera aris indoeuropeus, fins a culminar la «completa arianització d'Espanya».